# Janirella fusiformis
Janirella fusiformis is een pissebed uit de familie Janirellidae. De wetenschappelijke naam van de soort is voor het eerst geldig gepubliceerd in 1963 door Birstein.